# Tetranychus similis
Tetranychus similis är en spindeldjursart som beskrevs av Wainstein 1958. Tetranychus similis ingår i släktet Tetranychus och familjen Tetranychidae. Inga underarter finns listade i Catalogue of Life.